# Bartolomeo Passarotti
Bartolomeo Passarotti ou Passerotti, né à Bologne le 28 juin 1529 et mort dans la même ville le 3 juin 1592, est un peintre et graveur italien maniériste de la Renaissance tardive.

## Biographie
Entre 1550 et 1555, Bartolomeo Passarotti arrive à Rome en suivant Vignole et entre ensuite en contact avec Taddeo Zuccari (1555-1557 ou 1560).
En  1560, il s'établit à Bologne en maintenant ses contacts romains.
Entre 1564 et 1565, il exécute un retable représentant La Madone et les saints pour l'église bolonaise de San Giacomo Maggiore. Comme pour celle-ci, et  dans ses premières œuvres, il oriente son style vers la tradition émilienne de Corrège, de Parmigianino et de Nicolò dell'Abbate, lié également aux styles de Pellegrino Tibaldi et des peintres flamands.
Membre de la Compagnie des Quatre Arts, il participe à la « querelle » pour la séparation des peintres et des membres de la corporation des Bourreliers, Gainiers et Fourbisseurs, octroyée en 1569.
Dans les œuvres suivantes, vers 1570, l'artiste se tourne vers les modèles toscano-romains de Giorgio Vasari et de Prospero Fontana. Sa dernière œuvre documentée, de 1583, est la Présentation de Marie au temple (Bologne, Pinacothèque nationale). Portraitiste réputé, il s'intéresse à la fin des années 1580 à la peinture de scènes de genre, en parallèle avec Vincenzo Campi.
Sensible aux recherches contemporaines du naturaliste Aldrovandi, il est un collectionneur passionné d'antiquités et de curiosités, allant jusqu'à constituer un « musée », enrichi par la suite par son fils Tiburzio. Il meurt en 1592.

## Œuvres

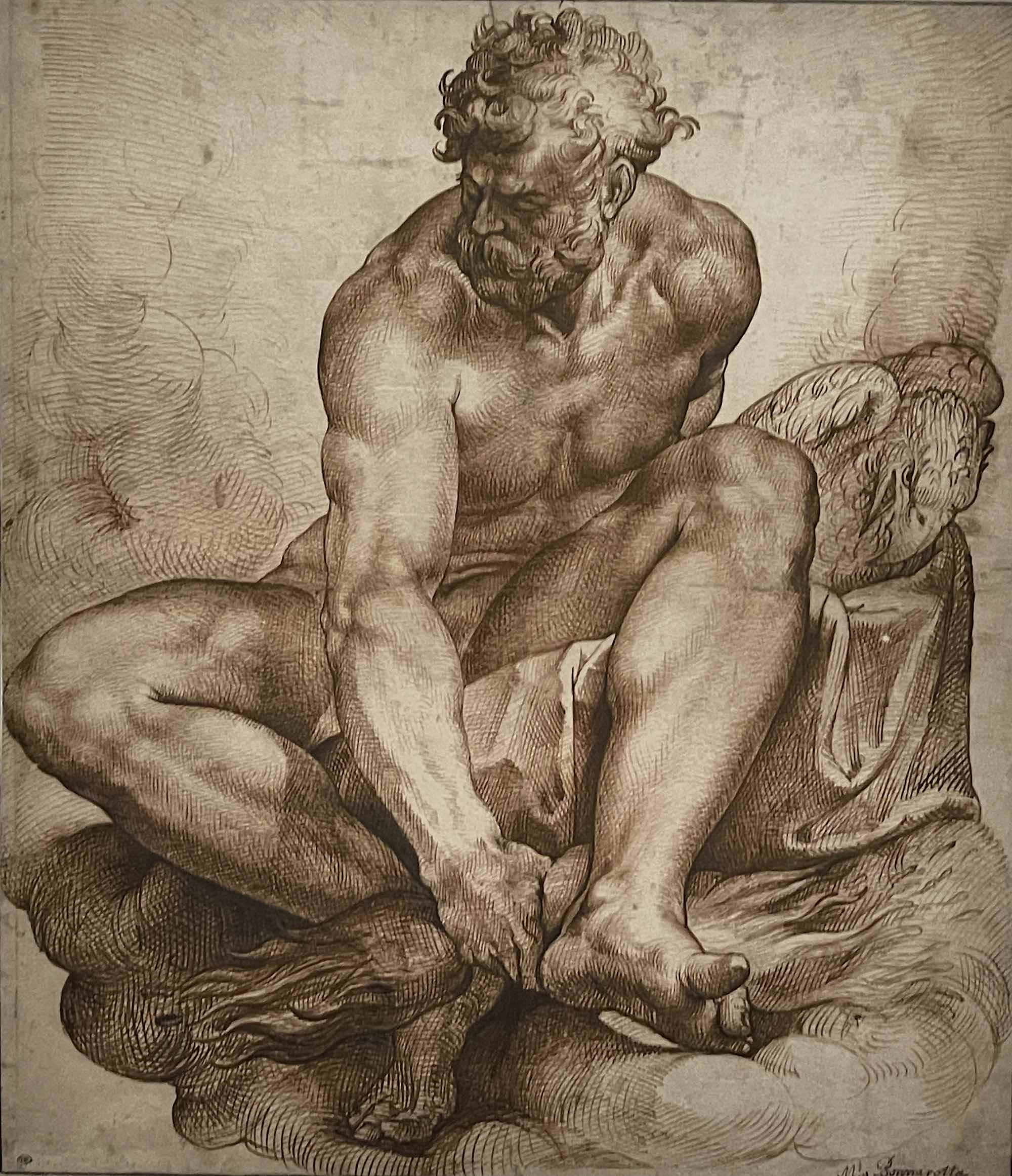
Jupiter assis sur des nuages, vers 1574, Paris, musée du Louvre.

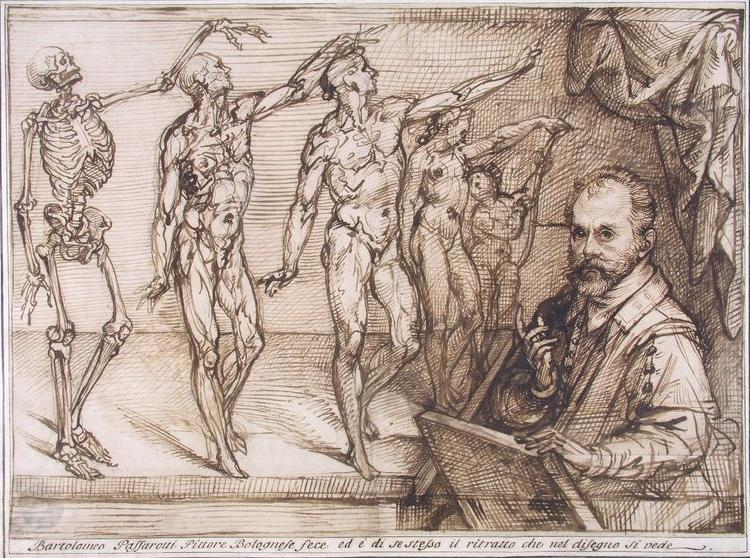
Autoportrait enseignant la théorie du dessin anatomique, vers 1580, bibliothèque de l'université de Varsovie.

- Adoration des mages, Bologne, palais archiépiscopal.
- Vierge en gloire avec les saints Petronio et Pierre martyr, 1570, Bologne, basilique San Petronio.
- Présentation de Marie au Temple, Bologne, pinacothèque nationale.
- Portrait d’homme jeune avec son chien, huile sur toile, 121 × 90 cm, Poitiers, musée Rupert-de-Chièvres.
- Leçon d'anatomie donnée par Michel-Ange à des artistes[réf. nécessaire].
- Caricature d'un vieux couple[réf. nécessaire].
- Portrait d'un noble italien, Nouveau-Brunswick, galerie d'art Beaverbrook.
- Le Jugement de Salomon[réf. nécessaire].
- Portrait du comte Sertorio[réf. nécessaire].
- Portrait de Guidobaldo II della Rovere, duc d'Urbin[réf. nécessaire].
- Boulanger préparant des tartes[réf. nécessaire].
- Les Amours fous (caricature)[réf. nécessaire].
- Homme en armure, musée des Beaux-Arts de Chambéry.
- Le Botaniste, Rome, galerie Spada.
- Portrait d'un gentilhomme avec deux chiens, 1575, huile sur toile, 103 × 84 cm, Florence, palais Pitti, galerie Palatine[2].
- Les Bouchers, 1575-1570, huile sur toile, 112 × 152 cm, Rome, galerie nationale d'Art ancien[3].
- La Sainte Famille, sainte Catherine et sainte Cécile, huile sur toile, 115,5 × 95,5 cm, Dijon, musée des Beaux-Arts[4].
- Portrait d’Egnazio Danti, huile sur bois, musée des Beaux-Arts de Brest.
- Portrait de l’architecte Sebastiano Serlio (1475-1554), huile sur toile, 59,5 × 44,5 cm, Wurtzbourg, Martin von Wagner Museum.
- Dieu le Père, le bras gauche soutenu par un ange : étude pour un plafond, plume, encre brune et lavis brun sur papier, mise au carreau à la sanguine, 28,6 × 27,4 cm[5],[6], Paris, Beaux-Arts de Paris.
- Saint Barthélemy, plume, encre brune sur papier, mise au carreau à la sanguine, 27 × 11,7 cm[7], Paris, Beaux-Arts de Paris. Ce dessin est préparatoire à la Crucifixion du Christ entouré de saint François et saint Barthélemy, conservée jusqu'à la Seconde Guerre mondiale dans l'église San Giuseppe dei Padri Serviti à Bologne, œuvre aujourd'hui détruite[8].

Œuvres de Bartolomeo Passarotti
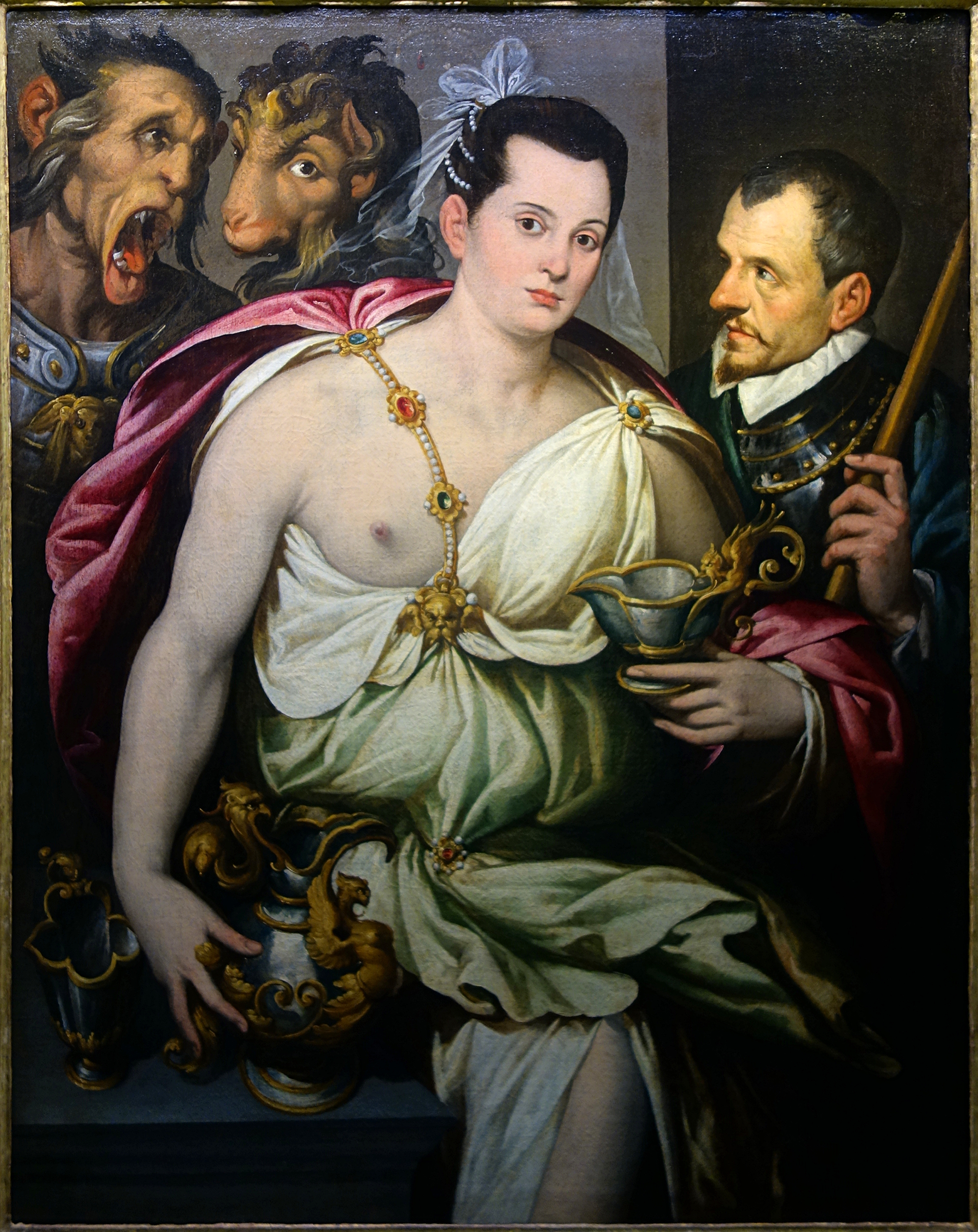
Portrait allégorique d'Ulisse Aldrovandi, vers 1575, Bologne, fondation Carisbo.
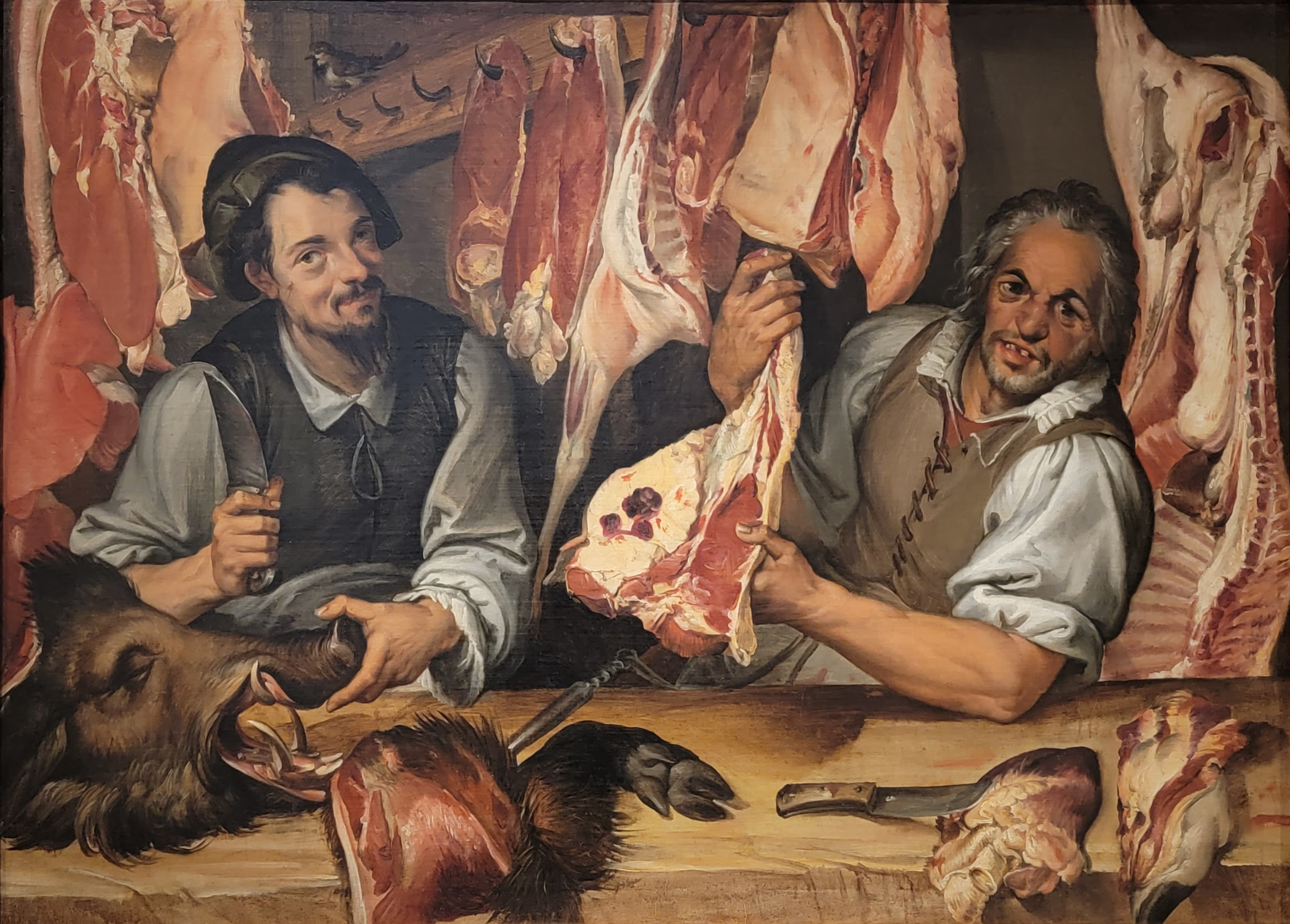
Les Bouchers, vers 1580, Rome, galerie nationale d'Art ancien.
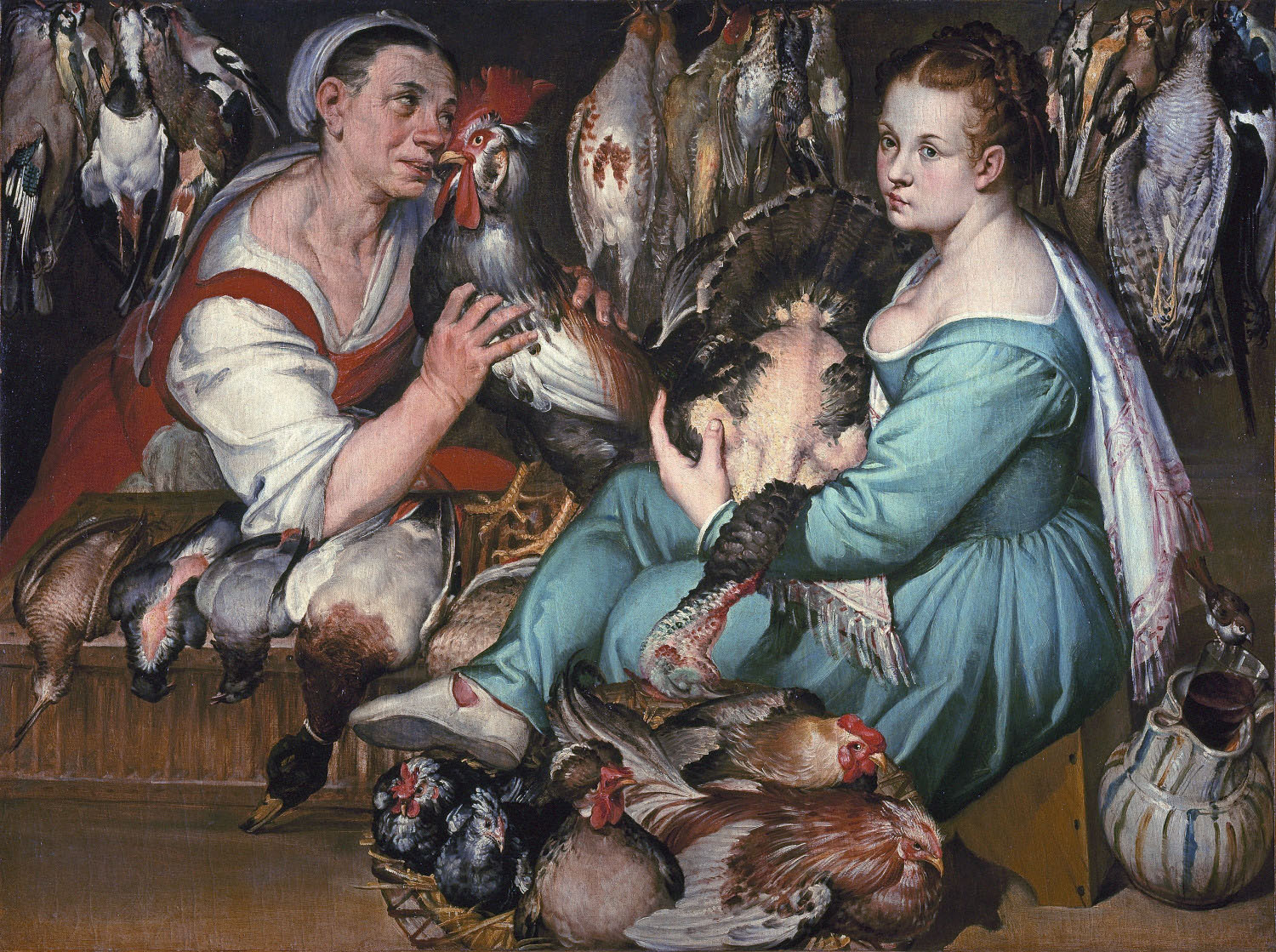
La Volaillère, vers 1580, Florence, Fondazione Roberto Longhi (it).
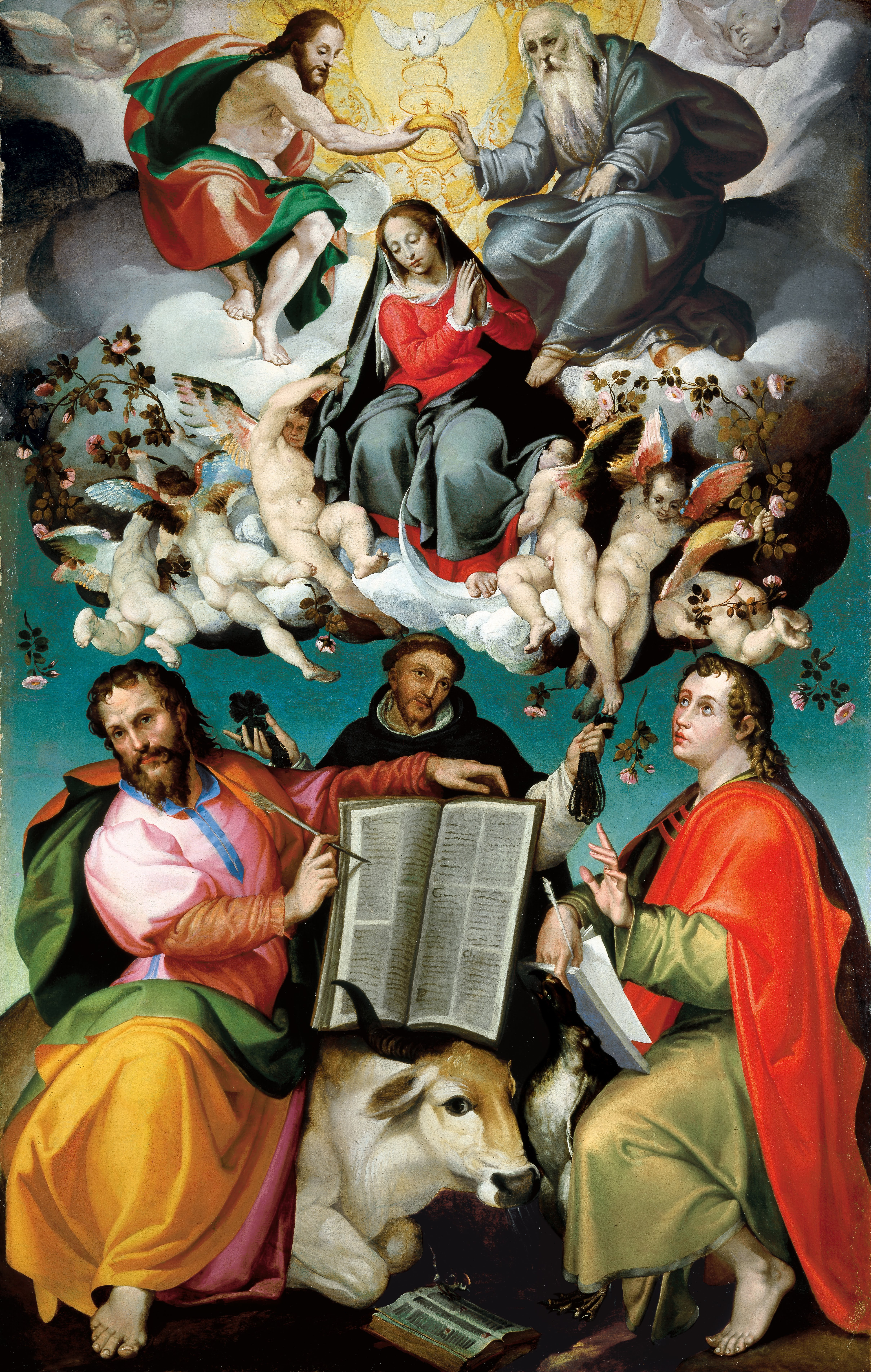
Le couronnement de la Vierge avec les saints Luc, Dominique et Jean l'évangéliste, vers 1580, Ville d'Adélaïde, galerie d'art d'Australie-Méridionale.